# Taşkın Çalış
Taşkın Çalış (* 25. Juli 1993 in Wetzlar) ist ein deutsch-türkischer Fußballspieler.

## Karriere

### Verein
Taşkın Çalış kam als Sohn türkischer Gastarbeiter in Wetzlar zur Welt, wuchs allerdings in Bonn auf. Hier begann er in den Jugendmannschaften diverser Ortsvereine mit dem Fußballspielen und wechselte vom Bonner SC, nachdem Scouts auf ihn aufmerksam geworden waren, zur Jugend von Alemannia Aachen. Von hier aus wechselte er 2009 in die Jugendabteilung von Borussia Mönchengladbach. Dort spielte er zwei Jahre lang.
Zur Saison 2011/12 verpflichtete ihn der türkische Erstligist Gaziantepspor für eine Ablösesumme von 500.000 €. Er war überwiegend für die Reservemannschaft aktiv und absolvierte für das Profi-Team lediglich ein Süper-Lig-Spiel. Im Laufe der Saison 2012/13 erkämpfte er sich einen Stammplatz und absolvierte bis zum Saisonende 20 Ligaspiele.
Im Frühjahr 2014 wechselte Çalış zum Erstligisten Bursaspor. Sein Debüt gab er am 9. Februar 2014 gegen Medical Park Antalyaspor.
Nach nur vier Einsätzen in der Süper Lig und einem halben Jahr bei Bursaspor wechselte er im Sommer 2014 zu Akhisar Belediyespor und unterschrieb einen Vertrag bis Juni 2016. Ende März 2015 löste er nach gegenseitigem Einvernehmen mit der Klubführung seinen Vertrag auf und verließ den Verein vorzeitig. Im Sommer 2015 schloss er sich dann dem türkischen Drittligisten Gümüşhanespor an. Eine Saison später wechselte er zum Zweitligisten Yeni Malatyaspor. Hier absolvierte er das vorsaisonale Vorbereitungsprogramm mit und wurde dann am letzten Tag der Sommertransferperiode an seinen vorherigen Verein Gümüşhanespor ausgeliehen.
Seit Sommer 2017 spielt Çalış für Menemen Belediyespor. Zuerst leihweise, seit Juli 2018 wurde er vom Klub fest verpflichtet.

### Nationalmannschaft
Taşkın Çalış fing früh an, für die türkischen Juniorennationalmannschaften aufzulaufen. Er durchlief über die Jahre die türkischen U-17-, U-18-, U-19 und die U-20-Juniorennationalmannschaften. Aktuell spielt er für die türkische U-20- und die U-21-Nationalmannschaft.
Im Rahmen der U-20-Fußball-Weltmeisterschaft 2013 wurde er in das Turnieraufgebot der türkische U-20-Nationalmannschaft berufen.

## Erfolge
Mit Gaziantepspor
- Spor-Toto-Pokal-Sieger: 2012

Mit Menemenspor
- Play-off-Sieger der TFF 2. Lig und Aufstieg in die TFF 1. Lig: 2018/19

Türkische U-20-Nationalmannschaft
- Achtelfinalist der U-20-Fußball-Weltmeisterschaft: 2013